# Lobeza arnoula
Lobeza arnoula är en fjärilsart som beskrevs av William Schaus 1928. Lobeza arnoula ingår i släktet Lobeza och familjen tandspinnare. Inga underarter finns listade i Catalogue of Life.